# InZOI
InZOI (stilizzato come inZOI) è un videogioco simulatore di vita sviluppato da inZOI Studio e distribuito da Krafton. Il gioco è stato pubblicato in accesso anticipato per Windows il 28 marzo 2025. Il 9 giugno 2025, durante la WWDC 2025 di Apple, Craig Federighi ha annunciato che il gioco verrà pubblicato su macOS e su console nel 2025.

## Modalità di gioco
InZOI presenta caratteristiche già viste in precedenti simulatori dello stesso tipo: creazione del personaggio, strumenti di costruzione, bisogni, interazioni sociali, carriere, istruzione, relazioni, famiglie, abilità, invecchiamento e morte.
Il gioco è ambientato in diverse località di un open world, dove i giocatori possono muovere i loro personaggi e i veicoli tramite un clic del mouse o il controllo diretto via tastiera. Gli utenti possono personalizzare i loro personaggi e le loro case come desiderano, oltre a poter modificare lo scenario nella modalità "Modifica città". È previsto che si possa scegliere fra tre diverse città durante il periodo di accesso anticipato; due di esse, Dowon e Bliss Bay, sono state rese disponibili al lancio mentre la terza, Kucingku, sarà aggiunta con un aggiornamento successivo.
Dowon ricorda lo stile di una metropoli sudcoreana, con grattacieli e una forte urbanizzazione. Bliss Bay si ispira alle città costiere americane, con un parco giochi in riva al mare e campi di beach volley. Kucingku sarà invece influenzata dalle mete turistiche indonesiane, con forti richiami tropicali.
Il giocatore veste i panni di uno stagista per un'azienda chiamata AR Company e il suo compito è quello di gestire un quartiere di personaggi virtuali chiamati Zoi. L'obiettivo di questa meccanica è quello di controllare il sistema di karma nel mondo di gioco. Gli Zoi con un karma negativo si trasformeranno in fantasmi alla loro morte e rimarranno in tale stato fino a quando il loro livello di karma non sarà positivo.
Gli Zoi possono intraprendere varie carriere, con una serie di incarichi quotidiani per migliorare il proprio rendimento. Possono inoltre frequentare l'università per seguire determinati corsi e completare gli studi. Gli otto bisogni essenziali degli Zoi sono: fame, igiene, evacuazione, svago, socializzazione, energia, sonno e riconoscimento. È possibile scegliere tra diciotto tipi di personalità diverse per il proprio Zoi, in uno schema che si ispira all'enneagramma dei tipi psicologici. Ogni tipo ha i suoi tratti predefiniti, ma il giocatore può modificare le preferenze dello Zoi durante il gioco, ovvero ciò che gradisce e ciò che detesta.
I giocatori possono condividere le proprie creazioni e scaricare quelle di altri utenti attraverso la piattaforma Canvas. Il team di sviluppo ha più volte sostenuto che InZOI supporta le mod e includerà un kit di plugin per facilitarne la creazione. A sostegno di ciò, è stato deciso di rimuovere il sistema anti-pirateria Denuvo dai file di gioco in vista del lancio dell'accesso anticipato, in risposta alle critiche ricevute dalla comunità di modder.
InZOI consente l'uso di IA generativa all'interno del gioco per la realizzazione di texture personalizzate per abiti e arredamento, nonché per la creazione di decorazioni per la casa e accessori tramite lo strumento chiamato "stampante 3D".

## Sviluppo
InZOI è pubblicato dal distributore sudcoreano Krafton. Il produttore e direttore del team di sviluppo è Hyungjun "Kjun" Kim. Il gioco è stato realizzato con il motore grafico Unreal Engine 5 della Epic Games.
Lo sviluppo di InZOI è cominciato agli inizi del 2023 con un team composto da veterani dell'industria videoludica, noti per aver lavorato ad altri importanti giochi di simulazione. Il team si è impegnato per integrare avanzati algoritmi di intelligenza artificiale per elaborare il comportamento degli Zoi, rendendo ogni azione e interazione dei personaggi quanto più realistica possibile.
La versione macOS è stata annunciata al WWDC 2025 di Apple e uscirà il 20 agosto 2025.

## Promozione
InZOI è stato rivelato per la prima volta con una demo al G-STAR 2023, la convention videoludica più importante in Corea del Sud. La demo offriva un primo sguardo alla creazione dei personaggi, la modalità costruzione, la modifica della città, l'ambiente di gioco, il meteo e il gameplay in generale. È stato segnalato come l'utilizzo del motore Unreal Engine 5 offrisse una "grafica realistica" e sottolineasse "l'impegno di Krafton nell'offrire un'esperienza di simulazione immersa e visivamente spettacolare".
Il 28 maggio 2024 è stato annunciato un concorso in collaborazione con CLO Virtual Fashion, un software in 3D per il design di abiti e accessori. Il concorso prevedeva che i partecipanti realizzassero capi di moda in 3D in cambio di un premio in denaro e la possibilità che le loro creazioni venissero incluse tra gli outfit nel gioco. I vincitori del concorso sono stati annunciati l'8 agosto dello stesso anno.
Il 21 agosto, in occasione del Gamescom 2024 tenutosi a Colonia, Krafton ha realizzato un padiglione per InZOI, dove i partecipanti alla convention hanno potuto provare il gioco; costoro hanno poi ricevuto dei finti cartellini da impiegato con il loro nome e l'avatar dello Zoi creato in gioco. Il padiglione ha inoltre promosso la collaborazione con Samsung Display, con tredici dei loro bozzetti concettuali che sono stati ricreati all'interno di InZOI. Il padiglione era stato realizzato per avere le fattezze dell'azienda virtuale presentata in gioco, l'AR Company, e presentava una riproduzione gigante dello Psicogatto, mascotte del gioco.
InZOI Character Studio, un programma per la sola creazione e personalizzazione degli Zoi, è stato pubblicato il 20 agosto 2024 su Steam. Disponibile per un periodo limitato, è stato poi rimosso dalla piattaforma il 25 agosto successivo.